# Hedensted
Hedensted anhörenⓘ ist mit 13458 Einwohnern (1. Januar 2025) die größte Stadt und Verwaltungssitz der Hedensted Kommune im Südosten der Region Midtjylland in Dänemark. Sie war Verwaltungssitz der ehemaligen Hedensted Kommune (1970–2006), bevor im Rahmen der Verwaltungsreform 2006/2007 die „neue“ Hedensted Kommune entstand.
Hedensted bildet zusammen mit dem Nachbarort Løsning ein zusammenhängendes Stadtgebiet, die Einwohnerzahl wird für beide Orte zusammen angegeben.

## Geographie
Hedensted befindet sich (Luftlinie) etwa 6,5 km nördlich des Vejle Fjord und etwa 19,5 km westlich der Ostseeküste auf einer Höhe von 60–80 Meter über dem Meeresspiegel im östlichen Jütland.
Unmittelbar westlich der Stadt verläuft die Grenze zur Region Syddanmark.
| Herning 62 km | Silkeborg 46 km                             | Horsens 13 km    |
| Billund 37 km | Kompassrose, die auf Nachbargemeinden zeigt | Juelsminde 20 km |
| Vejle 12 km   | Fredericia 22 km                            | Odense 60 km     |

## Geschichte
Hedensted war ein kleines Dorf mit der um 1175 gebauten Hedensted Kirke.
Eine Hauptverkehrsstraße durch Ostjütland, namens Kongevej (dt. Königsstraße), wurde von 1835 bis 1844 gebaut. Sie verlief direkt durch Hedensted und verband die beiden Städte Horsens und Vejle miteinander. Durch diese Verkehrsanbindung erhielt das Dorf eine günstige Lage.

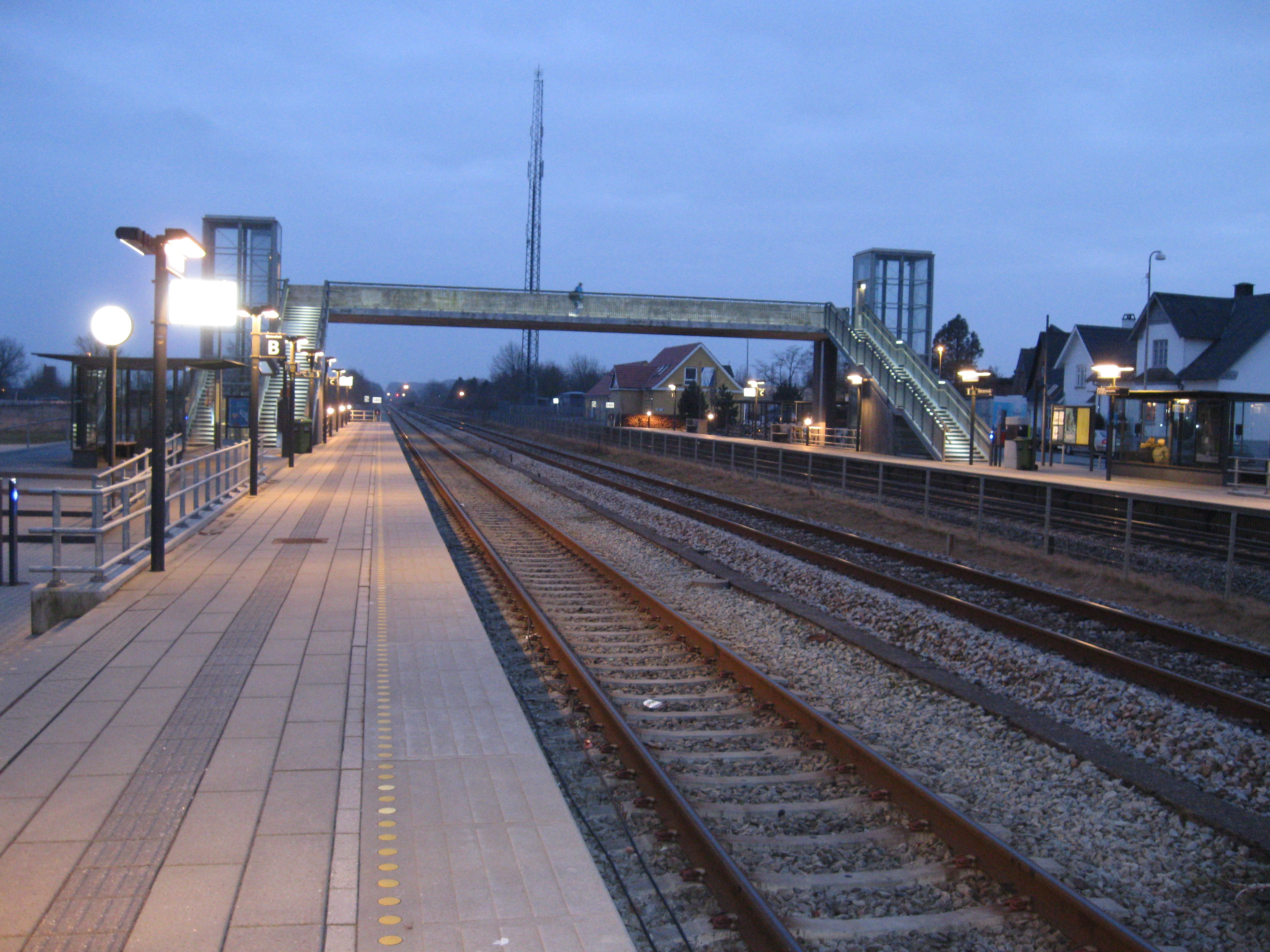
Bahnhof Hedensted

Im Jahre 1868 wurde die Bahnstrecke Fredericia–Aarhus eingeweiht. Sie verlief durch Hedensted, doch wurde in der Siedlung selbst zunächst kein Bahnhof gebaut. Dafür aber erhielten die nahegelegenen Dörfer Løsning und Daugård Bahnhöfe auf der Strecke. Nach Protest der Einwohner Hedensteds wurde 1875 auch in Hedensted ein Bahnhof errichtet.
Die Entwicklung des Dorfes begann jedoch erst gegen Ende des 19. Jahrhunderts. Erste Geschäfte öffneten und mehrere neue Wohnhäuser wurden errichtet. 1888 wurde eine Molkerei gegründet, 1899 erhielt Hedensted ein Gemeindezentrum. In den frühen 1900er Jahren siedelte sich auch Industrie im Ort an, so schufen ab 1901 die Hedensted Møbelfabrik und ab 1907 die Jydsk Dunkefabrik Arbeitsplätze im Ort. Viele Einrichtungen kamen mit der Zeit dazu, so unter anderem ein Elektrizitätswerk (1909), eine Brauereiverband (1913), eine Apotheke (1914) und eine städtische Schule (1916).
So verdreifachte sich die Einwohnerzahl der Stadt Anfang des 20. Jahrhunderts. 1921 zählte Hedensted bereits 645 Einwohner. 1950 hatte sich die Einwohnerzahl auf 1407 erhöht und in den zwei folgenden Jahrzehnten entstanden entlang der Hauptstraße große Wohnsiedlungen. 1970 wurde Hedensted Verwaltungssitz der neuen Hedensted Kommune und erhielt ein Rathaus. Die Einwohnerzahl lag zu dem Zeitpunkt bei 2659.
In den 1970er Jahren bildete sich ein neuer Stadtteil, der das Siedlungsgebiet von Hedensted mit dem Nachbarort Løsning verband. Die Ölkrise 1973 stoppte die Entwicklung des Ortes kurzzeitig, der Bahnsteig wurde 1974 geschlossen.
2005 wurde jedoch ein neuer Bahnhof an fast derselben Stelle, an der sich der frühere Bahnsteig befand, eröffnet. 2006 hatte Hedensted (mit Einberechnung der Einwohner von Løsning) 10.148 Einwohner.
Seit 2007 ist Hedensted Verwaltungssitz der „neuen“ Hedensted Kommune, die aus den ehemaligen Kommunen Hedensted und Juelsminde sowie dem Großteil der Tørring-Uldum Kommune gebildet wurde.

## Söhne und Töchter der Stadt
- Paul Hüttel (* 1935), dänischer Schauspieler
- Henrik Lundgaard (* 1969), dänischer Rallyefahrer[6]
- Sarah Paulsen (* 1997), dänische Handballspielerin[7]
- Christian Lundgaard (* 2001), dänischer Rennfahrer